# Equipe singapurense na Copa Davis
A equipe singapurense na Copa Davis representa Singapura na Copa Davis, principal competição de tênis masculina por equipes do mundo. É administrada pela Singapore Tennis Association.